# Ноктофер
Ноктофер (англ. Knocktopher; ирл. Cnoc an Tóchair) — деревня в Ирландии, находится в графстве Килкенни (провинция Ленстер), расположенная у трассы M9 между Стонифордом на севере и Баллихейлом на юге.